# Harald Käpernick
Harald Käpernick (* 22. Januar 1962) ist ein ehemaliger deutscher Fußballspieler und -trainer. Für Blau-Weiß 90 Berlin spielte er in der 2. Bundesliga.

## Leben
Harald Käpernick kam mit Hertha 03 Zehlendorf bei der Deutschen Fußballmeisterschaft der B-Junioren 1977/78 bis ins Finale, wo er über die gesamte Spielzeit eingesetzt wurde. Hertha Zehlendorf unterlag aber klar mit 0:6 dem FC Schalke 04 und wurde Vizemeister.
In der Saison 1980/81 kam Käpernick in der Oberliga Berlin zum Einsatz und schoss 15 Tore. Die anschließenden Saisons in der Fußball-Oberliga schloss er einmal mit 29 Toren (1981/82) und einmal mit 30 Toren (1982/83) als Torschützenkönig ab. In der Saison 1982/83 wurde er in der Ersten Runde des DFB-Pokals eingesetzt und schoss im Lokalderby gegen Hertha BSC ein Tor. Hertha gewann nach Verlängerung mit 4:2.
Die Saison 1983/84 beendete Käpernick, mittlerweile hatte er den Verein gewechselt, mit dem Aufsteiger Blau-Weiß 90 Berlin die Saison als Berliner Meister der Oberliga Berlin. Er hatte in 6 Spielen fünf Tore geschossen. In der Saison 1987/88 kam er bei zwei Spielen am 6. und 7. Spieltag  in der 2. Bundesliga als Einwechselspieler zum Einsatz. Auch in der zweiten Runde des DFB-Pokals gegen den 1. FC Kaiserslautern wurde er berücksichtigt.
Von der Saison 2009/2010 trainierte er bis zum Saisonstart 2013/2014 die Frauenmannschaft des BFC Viktoria 1889, welche kurz vor dem Ende seines Trainerengagements in der 2. Frauen-Bundesliga Nord spielte.